# Hu Zongnan
Hu Zongnan, även känd som Hu Tsung-nan, var en kinesisk general i den Nationella revolutionära armén och i Republiken Kinas armé som kämpade i det andra kinesisk-japanska kriget och det kinesiska inbördeskriget.
Tillsammans med generalerna Chen Cheng och Tang Enbo utgjorde han et triumvirat bland Chiang Kai-sheks mest betrodda härförare i kriget mot Japan. I det kinesiska inbördeskrigets tidiga skede gav han den nationalistiska regeringen en viktig symbolisk seger genom att fördriva kommunisterna från sin maktbas i Yan'an i mars 1947.
Sedan nationalisterna dragit sig tillbaka till Taiwan 1949 fortsatte han som presidentens militära och strategiska rådgivare fram till sin död.